# Bahia
Bahia (portugiesisch baía „Bucht“; das h wird nicht gesprochen, Betonung auf dem i; amtlich Estado da Bahia) ist ein Bundesstaat in Brasilien und südlichster Teil der Region Nordosten. Porto Seguro gilt als historisches Erbe Brasiliens, da der portugiesische Seefahrer und Eroberer Pedro Álvares Cabral in der Nähe der Stadt am 22. April 1500 zum ersten Mal brasilianischen Boden betrat.

## Geografie
Mit einer Fläche von 567.295 km² ist Bahia etwas größer als Frankreich und hat nach der Volkszählung 2022 des Instituto Brasileiro de Geografia e Estatística (IBGE) 14.136.417 Einwohner.
Die Hauptstadt ist Salvador (historisch: Salvador da Bahia de todos os Santos), die bis 1763 zugleich Hauptstadt Brasiliens war. Bahia ist mit 1.183 km Küste das brasilianische Bundesland mit der längsten Atlantikküste.
Die benachbarten Bundesstaaten sind Piauí, Pernambuco, Alagoas und Sergipe im Norden, im Süden (im Uhrzeigersinn) Espírito Santo und Minas Gerais sowie Goiás und Tocantins im Westen.

## Politik
Exekutive:
Legislative:

## Wirtschaft
Südlich von Salvador liegt die „Costa do Cacau“, die Kakaoküste, die an den Anbau von Kakao im 18. Jahrhundert erinnert.
Unter den mineralischen Rohstoffvorkommen der Provinz finden sich mehrere international bekannte Natursteinlagerstätten, darunter die von Azul Bahia, Azul Do Macaubas und der Gneise Bahia Red sowie Dalva.

### Verkehr
Die wichtigsten Fernstraßen sind BR-101, BR-116, BR-235 und BR-242. Zudem verfügt Bahia über mehrere Flughäfen, wovon Salvador-Magalhães und Porto Seguro die meisten Passagiere abfertigen und auch einige internationale Verbindungen anbieten. Der Bundesstaat ist zwar an das nationale Eisenbahnnetz angeschlossen, jedoch spielt der überregionale Bahnverkehr nur eine untergeordnete Rolle. Als einzige Stadt verfügt Salvador über ein Stadtbahn-Netz.

### Tourismus
Salvador feiert den größten und traditionsreichsten Straßenkarneval der Welt. Anders als in Rio gibt es jedoch keine Samba-Arena, sodass sich alle Aktivitäten auf den Straßen abspielen.
Das abgelegene Fischerdorf Mangue Seco im äußersten Norden Bahias wurde durch Dreharbeiten zu einer Telenovela bekannt. Diese und andere Filmlocations trugen zur Entwicklung des Tourismus in Mangue Seco bei.

## Bevölkerung
Bahia ist der Bundesstaat mit dem höchsten Anteil an afrobrasilianischer Bevölkerung und gilt als der Staat mit dem größten kulturellen Einfluss Afrikas sowie Zentrum der Candomblé-Religion. Im Bundesstaat Bahia gibt es etwa 8000 Candomblé-Terreiros. Beim Fest zu Ehren der Meeresgöttin versammelt sich die Prominenz der Hauptstadt, was umso beachtlicher ist, da der Candomblé-Kult noch bis 1970 polizeilich verboten war.
Zur indigenen Bevölkerung Bahias gehören die Pataxó, die sich seit Jahren in Landkonflikten mit den Großgrundbesitzern des Staates streiten. Sie waren die ersten Ureinwohner, die Kontakt mit den portugiesischen Eroberern hatten.

### Bevölkerungsentwicklung
Quelle: IBGE

## Städte
Die zehn bevölkerungsreichsten Städte Bahias sind laut Volkszählung 2022 des IBGE
|    | Gemeinde             | Einwohner Zensus 2022 |
| -- | -------------------- | --------------------- |
| 01 | Salvador             | 2.418.005             |
| 02 | Feira de Santana     | 616.279               |
| 03 | Vitória da Conquista | 370.868               |
| 04 | Camaçari             | 299.579               |
| 05 | Juazeiro             | 235.816               |
| 06 | Lauro de Freitas     | 203.334               |
| 07 | Itabuna              | 186.708               |
| 08 | Ilhéus               | 178.703               |
| 09 | Porto Seguro         | 167.955               |
| 10 | Barreiras            | 159.743               |

## Geschichte

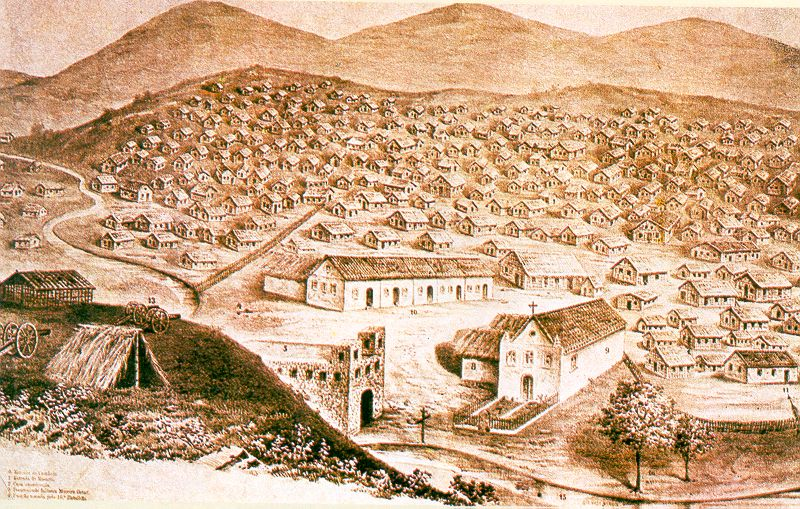
Canudos um 1895

1893 wurde von Antônio Conselheiro, einem katholischen Pfarrer, und seinen Anhängern in der Wüstenregion Sertão die Siedlung Canudos gegründet, die innerhalb kurzer Zeit auf ca. 20.000 Bewohner anwuchs. Der Bewegung gelang es, eine Art Kommunismus zu leben. Da sie jedoch von der Außenwelt abgeschirmt waren und keine Steuern zahlten, brach ein Bürgerkrieg zwischen Sertanejos und dem Militär aus. Am Ende des Krieges von Canudos wurde die Siedlung zerstört und fast alle Bewohner getötet.
Die Überlebenden siedelten sich teilweise in der Gegend von Rio de Janeiro an und gründeten dort eine der ersten Favelas. Einige Sprachforscher führen die Einführung des Begriffs „Favela“ für die Bezeichnung einer slumartigen Siedlung auf diese Gründung zurück, da „Favela“ ursprünglich eine Pflanze im Sertão bezeichnet.
Beim Ort Lobato wurden bei Explorationen am 21. Januar 1939 die ersten Erdöl-Lagerstätten Brasiliens entdeckt.
Seit 1976 ist der Bundesstaat Namensgeber für das am Rio das Almas (auch Pico das Almas) nahe der Gemeinde Érico Cardoso erstmals entdeckte Mineral Bahianit.
Um den 28. Dezember 2021 kam es zu den schwersten Überschwemmungen seit 30 Jahren mit mindestens 20 Toten und 470.000 Betroffenen.

## Partnerschaften
Bahia unterhält seit 2011 eine Partnerschaft mit der Stadt Chongqing, Volksrepublik China.